# Alexandre Arkadievitch Souvorov
Pour les articles homonymes, voir Souvorov (homonymie).
Alexandre Arkadievitch Souvorov, comte Rymniksky (juin 1804, Saint-Pétersbourg - 31 janvier 1882, Saint-Pétersbourg), est un général, diplomate et homme politique russe.

## Biographie
Fils d'Arkadi Alexandrovitch Souvorov et d'Elena Alexandrovna Narychkina (en), il suit la carrière militaire et atteint le grade de général d'infanterie.
Il est gouverneur général des provinces Baltes de 1848 à 1861, puis de Saint-Pétersbourg de 1861 à 1866.

## Sources
- (ru) Cet article est partiellement ou en totalité issu de l’article de Wikipédia en russe intitulé « Суворов, Александр Аркадьевич » (voir la liste des auteurs).